# Tom Six
Tom Six (ur. 29 sierpnia 1973 w Alkmaarze w Holandii Północnej) – holenderski reżyser, producent i scenarzysta niezależnych filmów telewizyjnych i kinowych. Jest twórcą takich filmów jak Gay in Amsterdam, Honeyz czy I Love Dries. Ogólnoświatową sławę przyniósł mu kontrowersyjny horror Ludzka stonoga, który wyreżyserował, wyprodukował i do którego napisał scenariusz. W 2011 roku Six stworzył sequel horroru, Ludzka stonoga 2, którego BBFC odmówiła zaklasyfikować do kategorii +18, gdyż cenzorzy uznali film za niebezpieczny dla psychiki widza. Six postanowił wyciąć 2 minuty i 37 sekund filmu, by The Human Centipede 2 mogło dostać kategorię +18 i zostać wypuszczone na terenie Wielkiej Brytanii.
W 2015 powstała Ludzka stonoga 3.

## Filmografia

### Reżyser
- 2015 - Ludzka stonoga 3
- 2011 - Ludzka stonoga 2
- 2009 - Ludzka stonoga
- 2008 - I Love Dries
- 2007 - Honeyz
- 2004 - Gay

### Scenarzysta
- 2013 - Ludzka stonoga 3
- 2011 - Ludzka stonoga 2
- 2009 - Ludzka stonoga
- 2008 - I Love Dries
- 2007 - Honeyz
- 2004 - Gay

### Producent
- 2013 - Ludzka stonoga 3
- 2011 - Ludzka stonoga 2
- 2009 - Ludzka stonoga

### Aktor
- 2015 - Ludzka stonoga 3
- 2011 - Ludzka stonoga 2 - Pan Lomax (Ojciec Martina) (głos)
- 2008 - I Love Dries - Mężczyzna na wózku inwalidzkim